# 鄭佶
鄭佶（1502年—1570年），字元健，号印溪，湖廣黃州府黃陂縣人，官籍，明朝政治人物。

## 生平
嘉靖十九年（1540年）庚子科湖廣鄉試第六十四名舉人。次年入京参加会试，因父丧而归。二十六年丁母周氏忧，嘉靖二十九年（1550年）中式庚戌科會試第二百七十六名，三甲第六十二名進士。拜豐城令，改商城县，三十五年（1556年）遷大理寺左評事，尋遷寺副、寺正，三十九年奉命虑囚四川。四十一年出守雲南府，以考察不及謫南通州判官。数月后，遷東流縣令，二年遷贰守嘉兴府，又二年遷守尋甸府，乞休归。卒年六十九。

## 家族
曾祖鄭子璋；祖父鄭乾；父鄭鸞，歲貢生。母周氏。